# Cool as Ice
Cool as Ice är en amerikansk romantisk musikalfilm från 1991 i regi av David Kellogg och rapparen Vanilla Ice i en av huvudrollerna. 
I filmens centrum står Johnny Van Owen, en rappare på motorcykel, som anländer till en småstad och där möter tjejen Kathy. Samtidigt fångas Kathys far, som har vittnesskydd, in av de korrupta poliser som fadern tidigare smitit ifrån. En tanke med filmen var att den skulle främja Vanilla Ice karriär, bland annat genom att filmens soundtrack album innehöll fyra nya sånger av Ice liksom även annat material. Dock uteblev de kommersiella framgångarna och kritiken var starkt negativ. Filmen blev till och med nominerad i flera kategorier till Golden Raspberry Award, som är en filmgala som "premierar" årets sämsta insatser i filmvärlden. 

## Skådespelare
- Vanilla Ice — John "Johnny" Van Owen
- Kristin Minter — Kathy Winslow
- Michael Gross - Gordon Winslow
- Deezer D — Jazz
- John Haymes Newton — Nick
- Candy Clark - Grace Winslow
- Victor DiMattia - Tommy Winslow
- Naomi Campbell — Singer
- Kathryn Morris - Jen
- Jack McGee - Clarke
- S.A. Griffin - Morrisey
- Sydney Lassick - Roscoe
- Dody Goodman - Mae

## Mottagande
Filmen och skådespelarinsatserna fick mycket dålig kritik. Bland annat rankade tidskriften Blender Winkles skådespelarinsats som den sjunde sämsta genom tiderna av musiker som klivit in i filmvärlden. Filmen fick också flera nomineringar under Golden Raspberry Award-galan. En av nomineringarna ledde till ett pris, för Vanilla Ice i kategorin "Sämsta nya skådespelare".
| Award                  | Kategori                    | Person            | Resultat  |
| ---------------------- | --------------------------- | ----------------- | --------- |
| Golden Raspberry Award | Sämsta nya skådespelare     | Kristin Minter    | Nominerad |
| Golden Raspberry Award | Sämsta nya skådespelare     | Vanilla Ice       | Vann      |
| Golden Raspberry Award | Sämsta manliga skådespelare | Vanilla Ice       | Nominerad |
| Golden Raspberry Award | Sämsta sång ("Cool as Ice") | Vanilla Ice       | Nominerad |
| Golden Raspberry Award | Sämsta sång ("Cool as Ice") | Gail King         | Nominerad |
| Golden Raspberry Award | Sämsta sång ("Cool as Ice") | Princessa         | Nominerad |
| Golden Raspberry Award | Sämsta manus                | David Stenn       | Nominerad |
| Golden Raspberry Award | Sämsta foto                 | Martin Bandier    | Nominerad |
| Golden Raspberry Award | Sämsta foto                 | Shep Gordon       | Nominerad |
| Golden Raspberry Award | Sämsta foto                 | Charles Koppelman | Nominerad |
| Golden Raspberry Award | Sämsta regissör             | David Kellogg     | Nominerad |